# Compaq Portable series

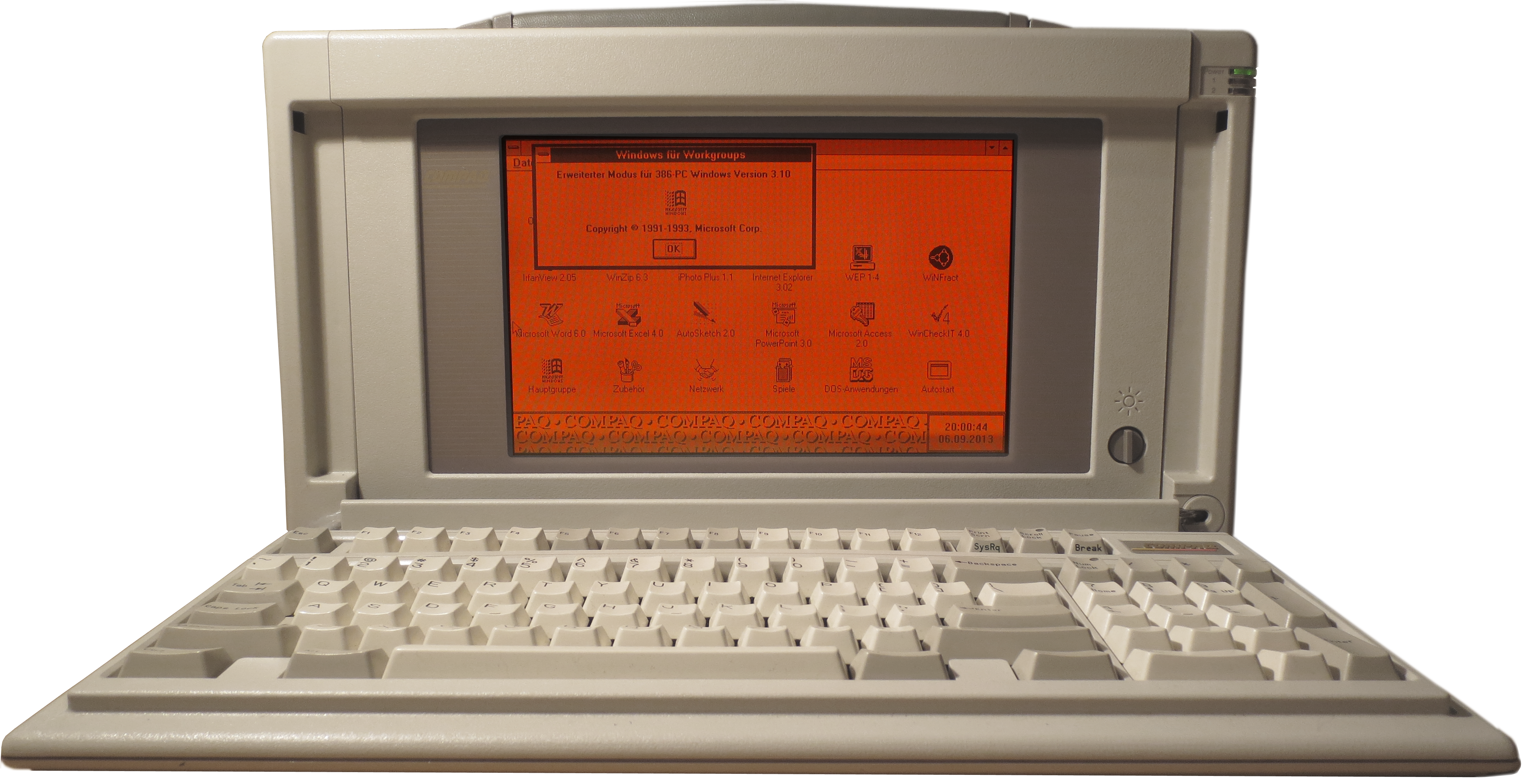
Compaq Portable 386

Compaq Portable sèries o Sèrie Compaq Portàtil foren els primeres ordinadors portàtils de Compaq. Aquestes computadores mesuraven aproximadament 1 × 1 peus de llarg i 2 ½ polzades d'ample.
Algunes de les portàtils (Portable i Portable II) van tenir monitors de CRT, mentre altres (Portable III i Portable 386) van tenir una pantalla de plasma, plana i d'un sol color (generalment ambre).
Aquests portàtils podien tenir un Disc dur intern, una Unitat de disc tipus floppy de 5 1/4 ", una bateria elèctrica o un xassís d'expansió "dual-isa ".

## Màquines de la Sèrie
- Compaq Portable XT - Primer ordinador de Compaq i primer ordinador compatible amb la IBM PC
- Compaq Portable Plus
- Compaq Portable II
- Compaq Portable 286
- Compaq Portable III
- Compaq Portable 386
- Compaq Portable 486 i Compaq Portable 486c